# Alexander Jefimowitsch Scheindlin
Alexander Jefimowitsch Scheindlin (russisch Александр Ефимович Шейндлин; * 22. Augustjul. / 4. September 1916greg. in Samara; † 13. Januar 2017 im Dorf Schukowka, Rajon Odinzowo) war ein sowjetischer  bzw. russischer Physiker und Hochschullehrer.

## Leben
Scheindlin stammte aus einer Retschyzaer jüdischen Familie. Sein Vater Wolka-Nechemja (später Jefim Naumowitsch) Scheindlin war Bauingenieur und arbeitete ab 1915  als Techniker im Kontor des Samaraer Straßenbahn-Büros. Die Mutter Esfir Naumowna hatte Medizin-Frauenkurse absolviert. Ein Bruder und zwei Schwestern starben an einer Infektionskrankheit.
In die Schule kam Scheindlin mit 12 Jahren und schloss sie mit 13 Jahren 1930 ab. Darauf besuchte er die Berufsschule beim Samaraer Werkzeugmaschinenwerk mit Ausbildung zum Dreher. Nach dem Abschluss 1932 begann er am Samaraer Bauinstitut zu arbeiten. Nach drei Tagen wurde er zum Studium ins Mittelwolga-Energie-Institut geschickt. Als sein Vater 1934 nach Moskau versetzt wurde, wechselte Scheindlin zum Moskauer Energetischen Institut (MEI). Das Studium schloss er dort 1937 als Wärmetechnik-Ingenieur mit Auszeichnung ab.
Darauf wurde Scheindlin zur Arbeit ins Akrichin-Werk geschickt. Bereits im August 1937 konnte er in die Fabrik Nr. 239 des Volkskommissariats für Rüstungsindustrie wechseln, wo neue Energie-Anlagen für die sowjetische Marine entwickelt wurden. Im Mai 1939 begann er die Aspirantur im MEI bei Michail Wukalowitsch. Dazu arbeitete er im Laboratorium für Untersuchung der Eigenschaften von Wasserdampf bei hohen Drücken und Temperaturen des Moskauer Krschischanowski-Energieforschungsinstituts (ENIN) und lehrte am MEI als Lehrstuhl-Assistent.
Nach Beginn des Deutsch-Sowjetischen Kriegs meldete sich Scheindlin als Freiwilliger zur Roten Armee. Mit Empfehlung des MEI-Komsomol-Komitees kam er in das Mot-Schützen-Regiment der Sonderaufgaben-Brigade des NKWD, wo er mit den späteren Dichtern Semjon Gudsenko und Juri Lewitanski und dem künftigen Helden der Sowjetunion Lasar Papernik zusammen war und an der Verteidigung Moskaus teilnahm. Im Februar 1942 wurde er in die nach Joschkar-Ola evakuierte Leningrader Moschaiski-Militärluftfahrt-Akademie geschickt, um dort zu lehren wie auch Jakow Panowko, Nikolai Butenin und Nikita Tolstoi. 1943 verteidigte er im MEI seine Dissertation mit Erfolg für die Promotion zum Kandidaten der technischen Wissenschaften.
Nach seiner Demobilisierung am 31. Dezember 1945 kehrte Scheindlin zum MEI zurück und lehrte und forschte weiter am Lehrstuhl für theoretische Grundlagen der Wärmetechnik, wobei er von der MEI-Direktorin Walerija Golubzowa unterstützt wurde. 1953 verteidigte er mit Erfolg seine Doktor-Dissertation über die thermodynamischen Eigenschaften von Wasser und Wasserdampf bei hohen Drücken und Temperaturen für die Promotion zum Doktor der technischen Wissenschaften 1954.
Zusammen mit Wladimir Kirillin organisierte Scheindlin 1954 den neuen Lehrstuhl für Wärmetechnik des MEI. Die Ernennung zum Professor erfolgte 1955. Auf der Basis des Lehrstuhls wurde in der Folge das Laboratorium für Ingenieurswärmephysik des MEI mit Scheindlin als Leiter gegründet, aus dem 1961 das Forschungsinstitut für hohe Temperaturen entstand. 1966 wurde das Forschungsinstitut das Institut für hohe Temperaturen der Akademie der Wissenschaften der UdSSR (AN-SSSR, seit 1991 Russische Akademie der Wissenschaften (RAN)). Scheindlin leitete das Institut bis 1987, worauf er dann Ehrendirektor war.
Im Moskauer Institut für Physik und Technologie gründete Scheindlin 1967 den Lehrstuhl für Hochtemperaturprozesse und -anlagen, dessen Professor er mehr als 20 Jahre lang war. 1964 war er zum Korrespondierenden Mitglied und 1974 zum Vollmitglied der AN-SSSR gewählt worden.
Als Chefkonstrukteur leitete Scheindlin die Entwicklung  des ersten Magnetohydrodynamischen Generator-Energieblocks U-25 mit einer Leistung von 20 Megawatt für die direkte Umwandlung von Wärmeenergie in elektrische Energie (1971), nachdem 1964 die Modellanlage U-02 betrieben worden war. Unter seiner Leitung wurden viele Probleme der Verarbeitung fester fossiler Brennstoffe und der Herstellung synthetischer flüssiger und gasförmiger Brennstoffe gelöst. Er führte Untersuchungen der thermodynamischen Eigenschaften von Natrium, Kalium, Cäsium, Rubidium, flüssigem Uran und deren Dämpfe durch. Die Ergebnisse fanden Anwendungen in Kernkraftwerken.
Scheindlin war Vizeakademiesekretär der Abteilung für physikalisch-technische Probleme der Energietechnik der AN-SSSR und Vorsitzender der Sektion für magnetohydrodynamische Energieumwandlung des Wissenschaftlichen Rats der AN-SSSR. Er leitete das Programm Fundamentale Probleme der Energietechnik des Präsidiums der RAN. Unter seiner Leitung wurde die Konzeption für die Umstellung der Energiewirtschaft der Region Moskau erarbeitet (2005)  sowie prinzipielle Vorschläge für die Entwicklungsstrategie der Energietechnik Russlands für die Zeit bis 2030 (2008–2009).
Der Jurist Boris Scheindlin (1896–1963) war Scheindlins Bruder.
Scheindlin starb am 13. Januar 2017 in Schukowka in der Oblast Moskau und wurde im Dorf Tschernoretschje in der Oblast Samara begraben.

## Ehrungen, Preise
- Medaille „Für die Verteidigung Moskaus“ (1945)
- Leninpreis im Bereich Wissenschaft (1959 mit M. P. Wukalowitsch und W. A. Kirillin)[2]
- Polsunow-Preis der AN-SSSR (1963)[1]
- Orden des Roten Banners der Arbeit (1967)[1]
- Orden des Roten Sterns (1971)
- Leninorden (1975)[1]
- Staatspreis der UdSSR im Bereich Wissenschaft und Technik (1976)[2]
- Faraday International Medal for scientific achievements (1983)[6]
- Orden des Vaterländischen Krieges II. Klasse (1985)
- Held der sozialistischen Arbeit mit Leninorden und Goldmedaille Hammer und Sichel (1986)[2]
- Verdienstorden für das Vaterland III. Klasse (1996),[1] II. Klasse (2006)[7]
- Global Energy Prize (2004)[1]
- Preis der Regierung der Russischen Föderation (2012)[1]
- Ehrenurkunde des Präsidenten der Russischen Föderation (2016)[8]
- Ehrenmitglied der Ungarischen Akademie der Wissenschaften
- Ehrendoktor der Technischen Universität Tampere
- Ehrendoktor der Technischen Universität Eindhoven
- Ehrendoktor der Ben-Gurion-Universität im Negev
- Mitglied der European Academy of Sciences and Arts
- Mitglied der Akademie der Wissenschaften und Künste von Bosnien und Herzegowina
- Mitglied der International Energy Academy